# Штефан-Одоблежа
Штефан-Одоблежа (рум. Ștefan Odobleja) — село у повіті Мехедінць в Румунії. Входить до складу комуни Лівезіле.
Село розташоване на відстані 259 км на захід від Бухареста, 15 км на південний схід від Дробета-Турну-Северина, 82 км на захід від Крайови.

## Населення
За даними перепису населення 2002 року у селі проживала 201 особа, усі — румуни. Усі жителі села рідною мовою назвали румунську.

## Відомі особистості
В поселенні народився:
- Штефан Одоблежа (1902-1978) —  румунський психолог, засновник румунської школи кібернетики.